# کاترین پارکینسون
کاترین پارکینسون (انگلیسی: Katherine Parkinson؛ زادهٔ ۹ مارس ۱۹۷۸) هنرپیشه و کمدین اهل بریتانیا است. وی از سال ۲۰۰۱ میلادی تاکنون مشغول فعالیت بوده‌است.
از فیلم‌ها یا برنامه‌های تلویزیونی که وی در آن نقش داشته است می‌توان به گروه آی‌تی، چگونه دوستان را از دست بدهیم و مردم را غریبه کنیم، سست‌عفاف، زن محترم، قایقی که راک پخش می‌کرد، افسانه‌های واهی، سنت ترینیان ۲ و سریال شرلوک (فصل دوم، قسمت سه) اشاره کرد.